# ایگور آرتامونوف
ایگور جورجیویچ آرتامونوف (زاده ۱۴ مارس ۱۹۶۷)  یک سیاستمدار اهل روسیه است. او در تاریخ ۲ اکتبر ۲۰۱۸ به عنوان فرماندار استان لیپتسک مشغول فعالیت در این زمینه شد.  

## زندگینامه
ایگور جورجیویچ در برنامه توسعه مدیریت منابع انسانی فرهنگستان ریاست جمهوری روسیه اقتصاد ملی و مدیریت دولتی تعلیم دیده شده.